# تيدي كامبل
تيدي كامبل (بالإنجليزية: Teddy Campbell)‏ هو طبال أمريكي، ولد في 24 فبراير 1975 في شيكاغو في الولايات المتحدة.